# Meridiano 9 este
El meridiano 9 este es una línea de longitud que se extiende desde el Polo Norte atravesando el océano Ártico, Europa, África, océano Atlántico, océano Antártico y la Antártida hasta el Polo Sur.
El meridiano 9 este forma un gran círculo con el meridiano 171 oeste.
Comenzando en el Polo Norte y dirigiéndose hacia el Polo Sur, el meridiano atraviesa:
| Coordenadas                    | País, territorio o mar | Notas                                                                    |
| ------------------------------ | ---------------------- | ------------------------------------------------------------------------ |
| 90°0′N 9°0′E / 90.000, 9.000   | Océano Ártico          |                                                                          |
| 81°9′N 9°0′E / 81.150, 9.000   | Océano Atlántico       |                                                                          |
| 63°39′N 9°0′E / 63.650, 9.000  | Noruega                |                                                                          |
| 58°34′N 9°0′E / 58.567, 9.000  | Skagerrak              |                                                                          |
| 57°9′N 9°0′E / 57.150, 9.000   | Dinamarca              | Isla de Vendsyssel-Thy                                                   |
| 57°1′N 9°0′E / 57.017, 9.000   | Limfjord               |                                                                          |
| 56°50′N 9°0′E / 56.833, 9.000  | Dinamarca              | Península de Jutland                                                     |
| 54°53′N 9°0′E / 54.883, 9.000  | Alemania               |                                                                          |
| 47°41′N 9°0′E / 47.683, 9.000  | Suiza                  |                                                                          |
| 45°59′N 9°0′E / 45.983, 9.000  | Italia                 | Durante 2 km                                                             |
| 45°58′N 9°0′E / 45.967, 9.000  | Suiza                  | Durante 16 km                                                            |
| 45°50′N 9°0′E / 45.833, 9.000  | Italia                 |                                                                          |
| 44°23′N 9°0′E / 44.383, 9.000  | Mar Mediterráneo       | Mar de Liguria                                                           |
| 42°39′N 9°0′E / 42.650, 9.000  | Francia                | Isla de Córcega                                                          |
| 41°29′N 9°0′E / 41.483, 9.000  | Mar Mediterráneo       | Estrecho de Bonifacio                                                    |
| 41°7′N 9°0′E / 41.117, 9.000   | Italia                 | Isla de Cerdeña                                                          |
| 39°0′N 9°0′E / 39.000, 9.000   | Mar Mediterráneo       | Pasando al este de las islas de la Galita, Túnez                         |
| 37°7′N 9°0′E / 37.117, 9.000   | Túnez                  |                                                                          |
| 32°8′N 9°0′E / 32.133, 9.000   | Argelia                |                                                                          |
| 21°47′N 9°0′E / 21.783, 9.000  | Níger                  |                                                                          |
| 12°50′N 9°0′E / 12.833, 9.000  | Nigeria                |                                                                          |
| 5°57′N 9°0′E / 5.950, 9.000    | Camerún                |                                                                          |
| 4°5′N 9°0′E / 4.083, 9.000     | Océano Atlántico       | Golfo de Guinea - Pasando al este de la isla de Bioko, Guinea Ecuatorial |
| 0°39′S 9°0′E / -0.650, 9.000   | Gabón                  |                                                                          |
| 1°19′S 9°0′E / -1.317, 9.000   | Océano Atlántico       |                                                                          |
| 60°0′S 9°0′E / -60.000, 9.000  | Océano Antártico       |                                                                          |
| 69°55′S 9°0′E / -69.917, 9.000 | Antártida              | Tierra de la Reina Maud, reclamado por Noruega                           |